# Paripueira
Paripueira är en kommun i Brasilien.   Den ligger i delstaten Alagoas, i den östra delen av landet, 1 500 km nordost om huvudstaden Brasília. Antalet invånare är 11 349.
Omgivningarna runt Paripueira är en mosaik av jordbruksmark och naturlig växtlighet. Runt Paripueira är det ganska tätbefolkat, med 90 invånare per kvadratkilometer.